# Eilema costalba
Eilema costalba är en fjärilsart som beskrevs av Alfred Ernest Wileman. Eilema costalba ingår i släktet Eilema och familjen björnspinnare. Inga underarter finns listade i Catalogue of Life.